# يوسف سابالي
يوسف سابالي (بالفرنسية: Youssouf Sabaly)‏ (5 مارس 1993 فرنسا - ) هو لاعب كرة قدم فرنسي يلعب ك‍ظهير أيمن.

## مسيرته الكروية
لعب يوسف سابالي خلال مسيرته الاحترافية مع 4 أندية في عشرة مواسم وسجل خلالها هدفين أثنين ضمن 240 مباراة. ولم يفز بأي موسم بالكأس أو بالدوري.
خاض يوسف سابالي مسيرته مع نادي أكاديمية باريس سان جيرمان في موسم 2010–11 واستمر معه طيلة ثلاثة مواسم، مشاركًا في 47 مباراة ولم يسجل أي هدف. ثم انتقل إلى نادي إيفيان في موسم 2013–14 ولمدة موسمين، حيث شارك في 65 مباراة ولم يسجل أي هدف أيضًا. لينتقل بعدها إلى نادي نانت في موسم 2015–16 لمدة موسم واحد، مشاركًا في 28 مباراة سجل خلالها هدفين. ثم انتقل إلى نادي جيروندان بوردو في موسم 2016–17 ليلعب معه أربعة مواسم، مشاركًا في 100 مباراة ولم يسجل أي هدف.

## وصلات خارجية
يوسف سابالي على موقع الاتحاد الدولي (مؤرشف)  (الإنجليزية)
- يوسف سابالي على موقع رابطة كرة القدم الفرنسية للمحترفين (الإنجليزية)
- يوسف سابالي على موقع قاعدة بيانات كرة القدم.إي يو (الإنجليزية)
- يوسف سابالي على موقع ليكيب (الفرنسية)
- يوسف سابالي على موقع ناشيونال فوتبول تيمز (الإنجليزية)
- يوسف سابالي على موقع Soccerway.com (الإنجليزية)
- يوسف سابالي على موقع عالم كرة القدم.نت (الإنجليزية)
- يوسف سابالي على موقع AS.com (الإسبانية)